# نيش بروس
تشارلز كريستيان كاميرون "نيش" بروس، (8 أغسطس 1956 - 8 يناير 2002) كان جنديًا في الجيش البريطاني.
خدم بروس في فوج المظلات التابع للجيش البريطاني وفي الخدمة الجوية الخاصة. وخدم أثناء حرب فوكلاند وكجزء من عملية بانر إلى أيرلندا الشمالية في أوائل الثمانينيات، حيث حصل على وسام الشجاعة الملكية. في عام 1998، نشر مذكرات حياته بعنوان السقوط الحر، تحت الاسم المستعار " توم ريد ". بعد عدة سنوات من المرض النفسي، انتحر بروس، أثناء رحلة جوية فوق جنوب شرق إنجلترا، بالقفز إلى حتفه دون مظلة.

## وقت مبكر من الحياة
وُلِد بروس في تشيبينج نورتون، في أوكسفوردشاير، إنجلترا، في 8 أغسطس 1956. كان ينتمي لعائلة ذات تقاليد عسكرية، حيث كان الابن الأوسط لأب كان طيارًا مقاتلًا في سلاح الجو الملكي خلال الحرب العالمية الثانية، والحفيد من جهة الأب للرائد إيوان كاميرون بروس.

## المسيرة العسكرية
انضم بروس إلى فرقة المظلية (المملكة المتحدة) في الجيش البريطاني كجندي في عام 1973 عن عمر يناهز 17 عامًا، وخدم مع الفوج في شمال إيرلندا في منتصف السبعينيات خلال عملية شعار. من عام 1978 قضى أربع سنوات مع فريق عرض الشياطين الحمر، مشاركًا في قفزات اختبارية ومعارض ومسابقات دولية. في وقت وفاته في عام 2002، ومع ما يقرب من 30 عامًا في هبوط بالمظلات والمدني بالمظلات، كان بروس قد سجل أكثر من 8500 قفزة بالمظلة. تُظهر سجلات قفزه أنه تعلم مهاراته الأساسية في القفز بالمظلات في مطار سيبسن، بيترورو، من عام 1974 إلى 1978 قبل انضمامه إلى فريق عرض الشياطين الحمر (فوج المظلات) وحقق تقييمه د في أبريل 1979.
تقدم بروس بعد ذلك بطلب نقله إلى الخدمة الجوية الخاصة، وبعد اجتياز اختبارات الكفاءة، إلحق بفوج الخدمة الجوية الخاصة الثاني والعشرين في أبريل 1982، قبل وقت قصير من بدء حرب فوكلاند. خدم في السرب 22 من القوات الجوية الخاصة البريطانية، الفرقة السابعة (جوية) من عام 1982 إلى عام 1986. أثناء عمله مع السرب "ب" من الفرقة السابعة، خدم مع أليستير سلاتر وفرانك كولينز وأندي ماكناب. (في مقابلة أجريت معه في نوفمبر 2008 مع صحيفة ديلي تلغراف، وصف ماكناب بروس بأنه "أحد أبطالي".)
في عام 1982، مع أعضاء آخرين من السرب "ب"، 22. هبط بروس، أحد أفراد القوات الخاصة البريطانية، بالمظلة في جنوب المحيط الأطلسي أثناء حرب فوكلاند، وشارك في عملية ميكادو.

في أواخر عام 1984، شارك بروس في عمليات مكافحة الإرهاب التي قام بها الجيش البريطاني ضد وحدات الجيش الجمهوري الأيرلندي المؤقت في كيش، مقاطعة فيرماناغ في أيرلندا الشمالية، والتي حصل عليها لاحقًا على ميدالية الشجاعة الملكية "لأعمال الشجاعة النموذجية" في الحفاظ على مطاردة مركبة تابعة للجيش الجمهوري الأيرلندي في مطاردة عالية السرعة أثناء إطلاق النار المستمر تقريبًا. وفي وصفه لسلوك بروس، علق مؤلف التاريخ العسكري هاري ماكاليون:
يتذكر أحد أعضاء فريق المطاردة وزن النيران التي انهمرت عليهم كأنها 'لوح من الرصاص'. على الرغم من وابل الرصاصات التي كانت تطير من حوله، لم يرتجف العريف بروس أو يتراجع لوهلة. بدلاً من ذلك، أبقى سيارته قريبة من مؤخرة الشاحنة الهاربة، متمسكاً بالبقاء بالقرب قدر الإمكان.
أدت إحدى العمليات إلى مقتل رفيقه في الخدمة الجوية الخاصة أليستير سلاتر أثناء مواجهته مع العديد من متطوعي الجيش الجمهوري الأيرلندي من لواء ديري المؤقت للجيش الجمهوري الأيرلندي، بما في ذلك أنطوان ماك جيولا بهريدج وكيران فليمنج (الذي قُتل ابن عمه ويليام فليمنج في عملية أخرى للقوات الجوية الخاصة بعد أربعة أيام)، والذين قُتلوا أيضًا في الحادث الذي أصبح يُعرف باسم كمين كيش (حصل سلاتر بعد وفاته على الميدالية العسكرية ).
وفقًا لصحيفة الغارديان، تم التخلي عن بروس في البداية من القوات الخاصة البريطانية في أوائل عام 1986 بسبب "عدم كونه لاعبًا جماعيًا" بعد صدام مع رؤسائه. ومع ذلك، بعد حصوله على وسام الشجاعة الملكية في أواخر عام 1986، تمت دعوة بروس للانضمام مجددًا إلى الفوج، ومن عام 1987 إلى عام 1988 وإلحاقه بالسرب "G" التابع لفوج الخدمة الجوية الخاصة الثاني والعشرين، الفرقة 24 (الجوية).

## الحياة اللاحقة
بعد تركه للجيش البريطاني في عام 1988 برتبة رقيب، عمل بروس في مجال الأمن الخاص للممثل الكوميدي جيم ديفيدسون، قبل أن يتولى دور الرجل الثاني في قيادة عملية سرية تحمل الاسم الرمزي الصندوق العالمي للطبيعة، وهي عملية مكافحة الصيد الجائر برعاية الصندوق العالمي للحياة البرية في جنوب إفريقيا (1988-1990) بقيادة مؤسس القوات الخاصة البريطانية ديفيد ستيرلنغ والمقدم إيان كروك من القوات الخاصة البريطانية. كان الهدف الأساسي لعملية القفل في جنوب أفريقيا هو تعقب تجار قرن وحيد القرن والعاج. وكان مرتبطًا بهذا تحديد أساليبهم في التصدير غير المشروع، وإلصاق الفساد بمن هم في المناصب العليا الذين تواطأوا مع التجار، والمساعدة في تدريب وتجهيز فرق مكافحة الصيد الجائر للأنواع المهددة بالانقراض بشكل عام ووحيد القرن بشكل خاص.
بعد عملية القفل، عمل بروس لمدة عامين في واشنطن العاصمة كحارس شخصي للملياردير اللبناني ورئيس الوزراء اللبناني السابق سعد الحريري.
وكان بروس طيارا ذو خبرة. كان يحمل رخصة طيار جنوب أفريقية وأمريكية وبريطانية بالإضافة إلى رخصة طيار تجاري، مما مكنه من قيادة طائرات ذات أجنحة ثابتة بمحرك واحد وطائرات هليكوبتر. في يوليو 1992، قاد طائرته ذات المحرك الواحد من طراز سيسنا 172 سكاي هوك من واشنطن العاصمة، عبر المحيط الأطلسي عبر جرينلاند وأيسلندا عائدًا إلى المملكة المتحدة.
في أوائل التسعينيات، بدأ بروس مشروع "القفز بالمظلات من الفضاء"، للقفز بالمظلات من حافة الفضاء من ارتفاع 130,000 قدم وكسر رقم قياسي للقفز الحر من أعلى ارتفاع سبق تسجيله بواسطة جو كيتينجر في الستينيات. تدرب مع شركة لوييل غينس المغامرات العالية وكيتينجر. دعم المشروع جزئيًا وتمويله من قبل ناسا. كجزء من ذلك، تسلق بروس وهاري تايلور والعالم ورائد الفضاء كارل غوردون هينيز، مع فريق صعود، الطريق الشمالي لجبل إيفرست في أواخر عام 1993 لاختبار مقياس ناسا المعروف باسم "عداد النسج المكافئ النسبي" (TEPC) على ارتفاعات مختلفة (17,000 قدم، 19,000 قدم و21,000 قدم)، حيث يقيس الجهاز تأثيرات الإشعاع على جسم الإنسان عند الارتفاع، والتي ستؤخذ في الاعتبار للمهام الفضائية التي تستمر لفترة أطول. تم التخلي عن البعثة بعد وفاة كارل هينيز بسبب وذمة رئوية عالية الارتفاع في 5 أكتوبر 1993. على الرغم من أن البعثة انتهت مبكرًا، إلا أن ناسا تلقت المعلومات.لقد إرسل للاستحواذ على قراءات العداد المسجلة أثناء الصعود.
في فبراير 1994، أصيب بروس بانهيار عصبي أثناء إقامته في شاموني، فرنسا، حيث حاول دون سابق إنذار قتل صديقته بمقص، وطعنها عدة مرات قبل أن يسحبها رجل آخر كان موجودًا. وقد احتجز بعد فترة وجيزة من قبل السلطات المحلية في مستشفى للأمراض النفسية في فرنسا. ونتيجة لذلك، تخلي عن إكمال مشروع "القفز المظلي من الفضاء"، وبدأ في تلقي العلاج الطبي النفسي.
برز بروس على الساحة العامة في عام 1998 عندما نشرت مجموعة ليتل براون للكتب مذكراته بعنوان السقوط الحر، تحت الاسم المستعار "توم ريد"، والتي كتبها مايكل روبوثام. يتناول الكتاب تفاصيل المسيرة العسكرية لبروس، ومشروع "القفز من الفضاء"، وصعود جبل إيفرست، وانحداره اللاحق إلى المرض العقلي والتعافي النفسي. وصف آندي ماكناب، أحد رفاقه في الجيش البريطاني، فيلم سقوط حر بأنه "يجمع بين فيلمي برافو اثنين صفر و واحد طار فوق عش الوقواق. لقد جعلتني قصة ريد على حافة مقعدي - كما جعلتني أبكي أيضًا". نشر نسخة محدثة من السقوط الحر في شكل غلاف ورقي ونسخة أضرم في 5 أغسطس 2021.

## موت
على الرغم من فترات التعافي النفسي، بعد ثماني سنوات من المرض العقلي المتكرر، والإقامة المتقطعة في مستشفيات الأمراض العقلية، انتحر بروس في 8 يناير 2002 بالقفز عمدًا، دون مظلة، من طائرة خفيفة خاصة من طراز سيسنا 172 كان أحد ركابها أثناء رحلة فوق جنوب شرق إنجلترا، حيث هبط 5,000 قدم (1,520 م) إلى وفاته. وعثر على جثته بعد ذلك في ملعب كرة قدم في قرية فيفيلد في أوكسفوردشاير. كان عمره 45 عامًا. وقد أدت مسيرته العسكرية وطريقة وفاته إلى تغطية إعلامية واسعة النطاق للحادث. كان هناك تخمين بأن الانهيار النفسي الذي أصيب به بروس كان بسبب اضطراب ما بعد الصدمة الذي أصيب به بسبب حياته العسكرية.

تناول تقرير في صحيفة الغارديان عام 2002 "خيبة الأمل بعد انتهاء الخدمة المهنية" وذكر أن "مشكلة الانهيار العقلي والانتحار بعد تسريح الجنود السابقين من الخدمة أصبحت موضع اعتراف متزايد". وقد نُقل عن صديق بروس، مارك لوكاس، قوله هذا التعليق:
يجب ألا نتفاجأ بما يحدث عندما يعاني الرجال مما عاناه هؤلاء الرجال... إنهم مدربون على البقاء في بيئة تكون فيها الحدود الفاصلة بين الحياة والموت رقيقة للغاية.
في 16 يناير 2002، حرقت جثة بروس في محرقة بانبوري في أوكسفوردشاير ؛ ثم قام ابنه وزملاؤه السابقون بنثر رماده أثناء قفزة تذكارية بالمظلات في أبريل 2002 فوق نورثهامبتونشاير من مركز هينتون للقفز بالمظلات. في ديسمبر 2021، تمت إضافة لوحة تذكارية تخليداً لذكرى بروس إلى مقعد أوزة خضراء التذكاري داخل مقبرة ألدرشوت العسكرية، ساري، إنجلترا.

## اقتباسات
لا شيء يُضاهي تلك الثواني الأولى بعد مغادرة الطائرة، لأنه بمجرد اتخاذ تلك الخطوة الأخيرة، لا عودة. يمكن لسائق سباقات أو متزلج أو متسلق أن يتوقف ويأخذ قسطًا من الراحة، ولكن في القفز بالمظلات، بمجرد تجاوز تلك العتبة، يجب أن تُكمل الرحلة.

## المنشورات
السقوط الحر (1998)